# Хэнэк
«Хэнэ́к» (баш. Һәнәк; «Вилы») — советский литературно-художественный ежемесячный журнал сатиры и юмора на башкирском и русском языках. Издается в Уфе с сентября 1925 года под названием «Яна авыл сэнэге», затем коротко «Сэнэк» (вилы) при газете «Яна авыл» («Новая деревня»). В 1925-37 годах издавался на татарском языке. Главный редактор — писатель Гумеров, Гариф Муртазич. В 1937 году издание журнала было приостановлено. Под именем «Хэнэк» на башкирском языке начал выходить с января 1956 года (32 страницы). Дубляжный вариант «Вилы» выходит на русском языке с 1992 года (16 страниц).
Адрес редакции: 450079 г. Уфа, ул. 50-летия Октября, 13, (Дом печати), 7-й этаж. Главный редактор: Кинзябаев, Ралиф Мустакимович.

## Награды
За плодотворную работу коллектив редакции дважды был награждён Почётной грамотой Президиума ВС Республики Башкортостан (1975, 1992).

## Сотрудники
С. Кудаш, Гариф Гумер, Сагит Агиш, И. Абдуллин, Т. Арслан, Б. Бикбай и др.